# Eurycryptus decoratus
Eurycryptus decoratus là một loài tò vò trong họ Ichneumonidae.